# Хвіст ластівки (поверхня)

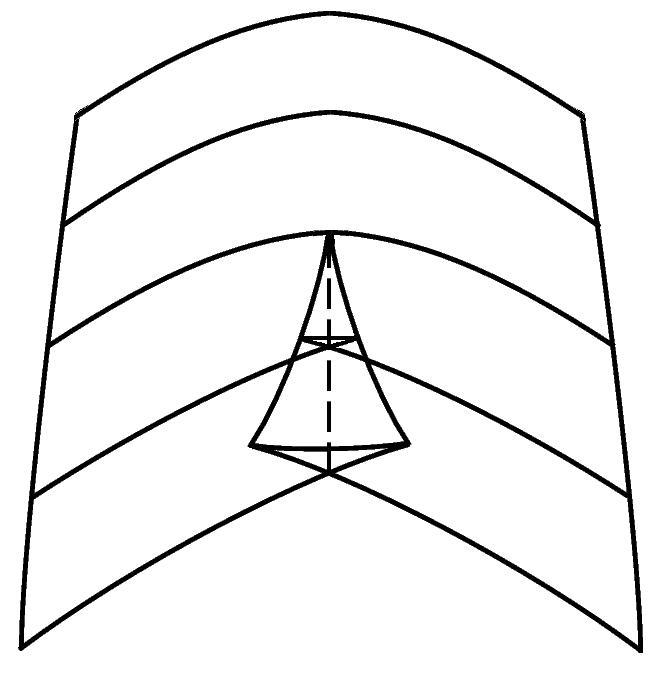
«Хвіст ластівки»

Хвіст ластівки (англ. swallow tail) — нерегулярна поверхня в тривимірному просторі, визначити яку можна декількома еквівалентними способами. Розглянемо многочлен {\displaystyle P(x)=x^{4}+ax^{2}+bx+c} від змінної {\displaystyle x}, що залежить від коефіцієнтів {\displaystyle a,b,c} (і змінна, і коефіцієнти передбачаються дійсними). Кожній трійці коефіцієнтів {\displaystyle a,b,c} однозначно відповідає многочлен {\displaystyle P(x)}, а також точка в просторі з декартовими координатами {\displaystyle (a,b,c)}. Тоді «хвіст ластівки» визначається як поверхня {\displaystyle S} в просторі з координатами {\displaystyle (a,b,c)}, точкам якої відповідають багаточлени {\displaystyle P(x)}, які мають кратні корені.
Поверхня {\displaystyle S} має особливість у вигляді ребра повернення і лінії самоперетину, при цьому ребро повернення має вигляд напівкубічної параболи, що має особливість у вигляді точки повернення (каспу). Поверхня {\displaystyle S} розбиває простір {\displaystyle (a,b,c)} на три області, що відповідають числам дійсних коренів многочлена {\displaystyle P(x)}. Саме, в області, що має вигляд криволінійної піраміди, ребрами якої є лінія самоперетину і дві гілки напівкубічної параболи, {\displaystyle P(x)} має 4 дійсних корені, в прилеглій до неї області — два, і в області, що залишилась — нуль.
Хвіст ластівки знаходить численні застосування в теорії катастроф і теорії біфуркацій. Зокрема, він є поверхнею критичних значень (образом множини критичних точок) одного з стійких ростків гладких відображень {\displaystyle f:\mathbb {R} ^{3}\to \mathbb {R} ^{3}}. Хвіст ластівки є стратифікованим многовидом.

## Параметричне задання
Користуючись даним означенням, можна отримати формулу, що задає хвіст ластівки параметрично:
{\displaystyle \left\{{\begin{matrix}x_{1}(u,v)=&u\\x_{2}(u,v)=&2v^{3}+uv\\x_{3}(u,v)=&3v^{4}+uv^{2}.\\\end{matrix}}\right.}

## Цікаві факти
Поверхня хвіст ластівки була детально вивчена Кронекером в 1878 році, вона зустрічається також в роботах Келі того ж часу, присвячених особливостям розповсюджуються хвильових фронтів і каустик.

У 1983 році іспанський художник Сальвадор Далі під враженням від робіт французького математика Рене Тома в області теорії катастроф написав картину «Хвіст ластівки», що являє собою просту каліграфічну композицію на світлому фоні, в центрі якої зображено переріз поверхні {\displaystyle S} в просторі {\displaystyle (a,b,c)} площиною {\displaystyle a={\text{const}}>0} — крива з точкою самоперетину і двома напівкубічними точками повернення. На цій картині, що стала останнім твором художника, можна бачити також кубічну параболу, стилізовані знаки інтеграла й фрагменти музичних інструментів.